# Sainte-Sévère-sur-Indre
Sainte-Sévère-sur-Indre là một xã ở tỉnh Indre ở miền trung nước Pháp. Xã này có diện tích 26,03 km², dân số năm 1999 là 899 người. Khu vực này có độ cao trung bình 307 mét trên mực nước biển.
Thị trấn tọa lạc gần nguồn sông Indre. Xã xuất hiện trong phim "Jour de fête" (1949) bởi Jacques Tati.